# سياسة سنغافورة

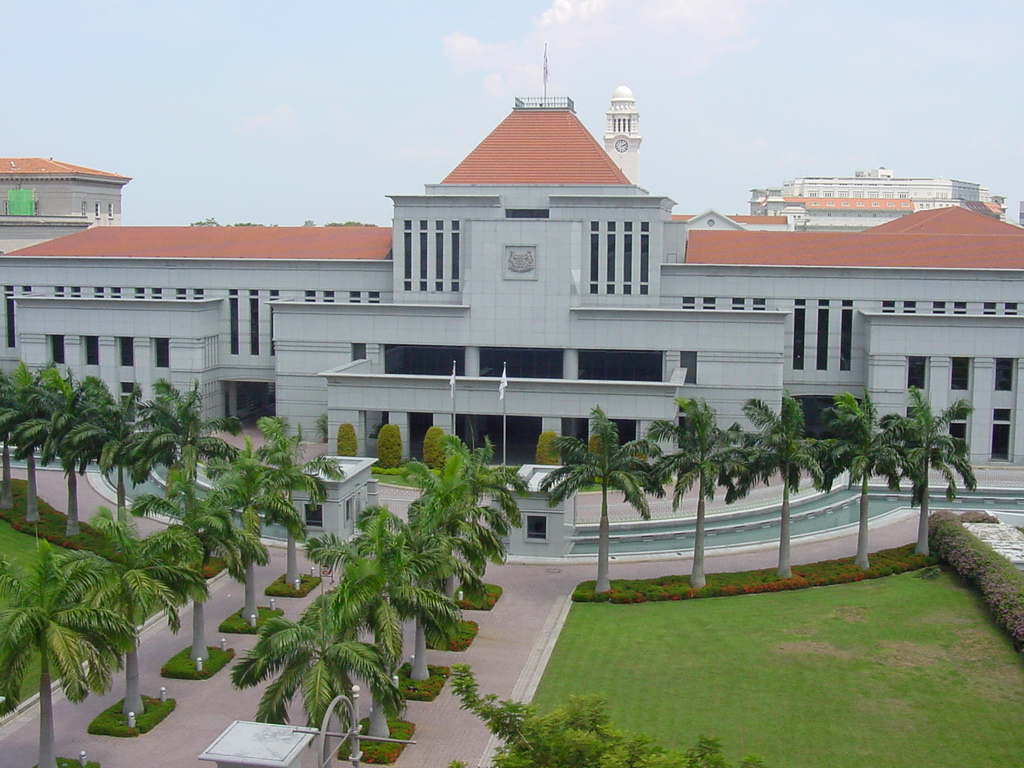
مبنى برلمان سنغافورة

تتخذ سياسة سنغافورة شكل جمهورية ديمقراطية برلمانية يكون فيها رئيس سنغافورة هو رئيس الدولة، ورئيس الوزراء في سنغافورة هو رئيس الحكومة، وهي ذات نظام متعدد الأحزاب. تمارَس السلطة التنفيذية من قبل مجلس وزراء (حكومة) البرلمان، وبشكل أقل من قبل رئيس الجمهورية. يقوم مجلس الوزراء بالتوجيه العام وقيادة الحكومة ويخضع للمُساءلة أمام البرلمان. يوجد ثلاثة تفرعات منفصلة للحكومة: السلطة التشريعية  والتنفيذية والقضائية التزامًا بنظام ويستمنستر.
السلطة التشريعية منوطة بكل من حكومة وبرلمان سنغافورة. السلطة التشريعية هي البرلمان، الذي يتألف من رئيس الجمهورية رئيسًا له ومجلس وحيد يجري اختيار أعضائه من خلال اقتراع شعبي. يعتبر منصب رئيس الجمهورية بوصفه رئيسًا للدولة، تاريخيًا، شرفيًا(شعائريًا) بشكل كبير على الرغم من أنه جرى تعديل الدستور لمنح الرئيس بعض صلاحيات النقض في بعض القرارات مثل استخدام الاحتياطي الوطني وتعيين المناصب القضائية الرئيسية، والموظفين المدنيين ووظائف القوات المسلحة في سنغافورة.
يمارسون سلطتهم أيضًا على تعيينات الموظفين المدنيين وشؤون الأمن القومي.

## الخلفية السياسية
يسيطر حزب العمل الشعبي على السياسات السنغافورية منذ الاقتراع الشعبي لعام 1959 عندما أصبح لي كوان يو أول رئيس وزراء لسنغافورة (كانت سنغافورة حينها ذات حكم ذاتي داخل الإمبراطورية البريطانية). يعد حزب العمل الشعبي الحزب الحاكم الوحيد الذي يشكل الحكومة منذ ذلك الوقت. انضمت سنغافورة إلى الاتحاد الفيدرالي الماليزي في عام 1963 وحصلت على استقلالها في عام 1965 بعد طردها منه.
صُنفت سنغافورة على الدوام بأنها أقل الدول فسادًا في آسيا وبين أكثر عشر دول نظافةً في العالم من قبل منظمة الشفافية الدولية. صنفت موشرات إدارة البنك الدولي سنغافورة أيضًا بدرجة عالية فيما يتعلق بسيادة القانون، ومراقبة الفساد ومستوى فعالية الحكومة. لكن، يُلاحظ بشكل كبير أن بعض جوانب العملية السياسية، والحريات المدنية، وحقوق الإنسان والحقوق السياسية غير موجودة. صنفت وحدة الاستخبارات الاقتصادية سنغافورة على أنها دولة «ديمقراطية معيبة» في عام 2018. ]يحتاج لتحديث[ اعتبرت منظمة فريدوم هاوس الصحافة بأنها «ليست حرة»  في عام 2015.

## المناخ السياسي

### سيطرة الحزب الحاكم
حزب العمال (دبليو بّي) هو الحزب الرئيسي المعارض. حصل حزب العمال على ستة مقاعد في البرلمان من أصل 89 مقعد في انتخابات عام 2015، بينما فاز حزب العمل الشعبي بالمقاعد الباقية. لم يحصل الحزب المعارض الرئيسي الآخر وهو الحزب الديمقراطي في سنغافورة(إس دي بّي) على أي مقعد في انتخابات عام 2015. أحد الأسباب الشائعة لقلة وجود المعارضين في سنغافورة هو استخدام دعاوي التشهير القضائية من قبل حزب العمل الشعبي لإفلاس المعارضين السياسيين وإفقادهم أهلية الترشح للمناصب. تشمل القضايا الزعيم السابق لحزب العمال جي. بّي. جيارتنام وزعيم الحزب الديمقراطي في سنغافورة تشي سون جوان، اللذان أُفلسا في عام 2001 و2011.
يوجد سبب آخر هو السعي لاتخاذ إجراءات قانونية ضد الصحفيين والمدونين المنتقدين لحزب العمل الشعبي وسياساته. وضعت منظمة مراسلون بلا حدود هذه الدعاوي القضائية، إلى جانب محاولات جعل الصحفيين الناقدين عاطلين عن العمل، ضمن الأمور التي تقلقها عندما قيّمت البلاد في المرتبة 151 في العالم بما يتعلق بحرية الصحافة لعام 2017.
هدد حزب العمل الشعبي الناخبين في الماضي من خلال القول بأن الدوائر الانتخابية التي تصوت لصالح نواب المعارضة سوف توضع في أسفل قائمة برامج الإسكان العامة. في عام 1998، قال الأمين العام لحزب العمل الشعبي حينها، جوه تشوك تونغ: «من خلال ربط أفضلية رفع المستوى بالدعم الانتخابي، نجعل عقول الناخبين تركز على الصلة بين ارتفاع هذا المستوى والأشخاص الذين تجعل سياستهم ذلك ممكنًا. سيحقق ذلك النتيجة المرجوّة».
تقرر إدارة الانتخابات حدود الدوائر الانتخابية في سنغافورة، والتي تتبع بدورها لمكتب رئيس مجلس الوزراء. يُعاد رسم الحدود الانتخابية قبل أيام قليلة فقط من الانتخابات العامة. كان هناك اتهامات بالتلاعب بالحدود الانتخابية من خلال حل الدوائر الانتخابية التي تحظى بدعم قوي نسبيًا من المعارضة، مثل الدائرة الانتخابية التي تمثل مجموعة تشينغ سان (جي آر سي).

### وضع حقوق الإنسان
على الرغم من أن قوانين سنغافورة موروثة من  بريطانيا والهند البريطانية، من ضمنها العديد من عناصر القانون العام الإنكليزي، فإن حزب العمل الشعبي يرفض باستمرار القيم الديمقراطية الليبرالية، التي يصفها بأنها غربية ويقول إنه لا يجب أن يكون هناك حل «حجم واحد يناسب الجميع» في دولة ديمقراطية. توجد القوانين التي تقيد حرية التعبير من أجل حظر الكلام الذي من الممكن أن يولد سوء المعاملة أو يتسبب بالتنافر داخل مجتمع سنغافورة المتعدد الأعراق والمتعدد الأديان. على سبيل المثال، في سبتمبر عام 2005، أُدين ثلاثة مدونين بالتحريض على نشر التعليقات العنصرية التي تستهدف الأقليات.
يمكن أن تؤدي بعض الجرائم إلى غرامات باهظة أو إلى الضرب بالخيزران ويوجد قوانين تسمح بعقوبة الإعدام في سنغافورة لجرائم القتل من الدرجة الأولى أو تهريب المخدرات.

## السلطة التنفيذية
- لا يجب أن يكون هو أو هي عضوًا في أي حزب سياسي في تاريخ ترشحه/ها للانتخابات.[25]
- يجب أن يكون هو أو هي قد شغل/ت المناصب التالية لمدة لا تقل عن ثلاث سنوات:
- وزيرًا، ورئيسًا للقضاة، ومتحدثًا باسم البرلمان السنغافوري، ومحاميًا عامًا، ورئيسًا للجنة الخدمة العامة، ومراجعًا عامًا للحسابات، ومحاسبًا عامًا، وأمينًا دائمًا.[26]
- رئيسًا تنفيذيًا(سي إي أو) لمجلس تشريعي رئيسي أو لشركة حكومية مثل: مجلس صندوق الادخار المركزي، أو مجلس التطوير والإسكان، أو مؤسسة جورونغ تاون، أو السلطة النقدية في سنغافورة، أو شركة تماسيك القابضة، أو جي آي سي الخاصة المحدودة (معروفة سابقًا بشركة حكومة سنغافورة للاستثمار).[27]
- رئيس تنفيذي لشركة يبلغ معدل أسهم رأس مالها نحو 500 مليون دولار سنغافوري لمدة آخر ثلاث سنوات، وأن تكون شركة مربحة بعد الضرائب، أو[28]
- في أي منصب مماثل أو مشابه بالأقدمية والمسؤولية في أي منظمة أو إدارة أخرى بنفس الحجم أو التعقيد في القطاع العام أو الخاص وأعطاه خبرة وقدرة على إدارة الشؤون المالية لتمكينه من القيام بوظائف وواجبات المنصب الرئاسي بشكل فعال.[29]

يمارس الرئيس سلطته على ما يلي:
- تعيين الموظفين الحكوميين.
- ميزانيات الحكومة.
- تنفيذ ممارسة الحكومة لسلطاتها وفقًا لقانون الأمن الداخلي.
- تنفيذ ممارسة الحكومة لسلطاتها وفقًا لقوانين الوفاق الدينية.
- التحقيقات في قضايا الفساد.

على كل حال، يجب على الرئيس أن يتشاور مع مجلس المستشارين الرئاسيين قبل أن يتخذ قرارًا يتعلق ببعض هذه الشؤون. يتألف المجلس من:
- عضوان يعينان وفق السلطة التقديرية الشخصية للرئيس.
- عضوان يعينان من قبل الرئيس تبعًا لمشورة رئيس الوزراء.
- عضو يعين من قبل الرئيس تبعًا لمشورة رئيس القضاة.
- عضو يعين من قبل الرئيس تبعًا لمشورة رئيس لجنة الخدمة العامة.

يشغل عضو المجلس منصبه لمدة ست سنوات وهم مرشحون لإعادة انتخابهم لمدة أكثر من أربع سنوات لكل واحد منهم. بشكل مشابه لخطاب العرش الذي يلقيه رؤوساء الدولة في الأنظمة البرلمانية الأخرى، يلقي الرئيس خطابًا مكتوبًا من قبل الحكومة في افتتاح البرلمان حول نوع السياسات المترقّبة في العام المقبل.
الرئيسة الحالية هي حليمة يعقوب.